# レイクランド駅

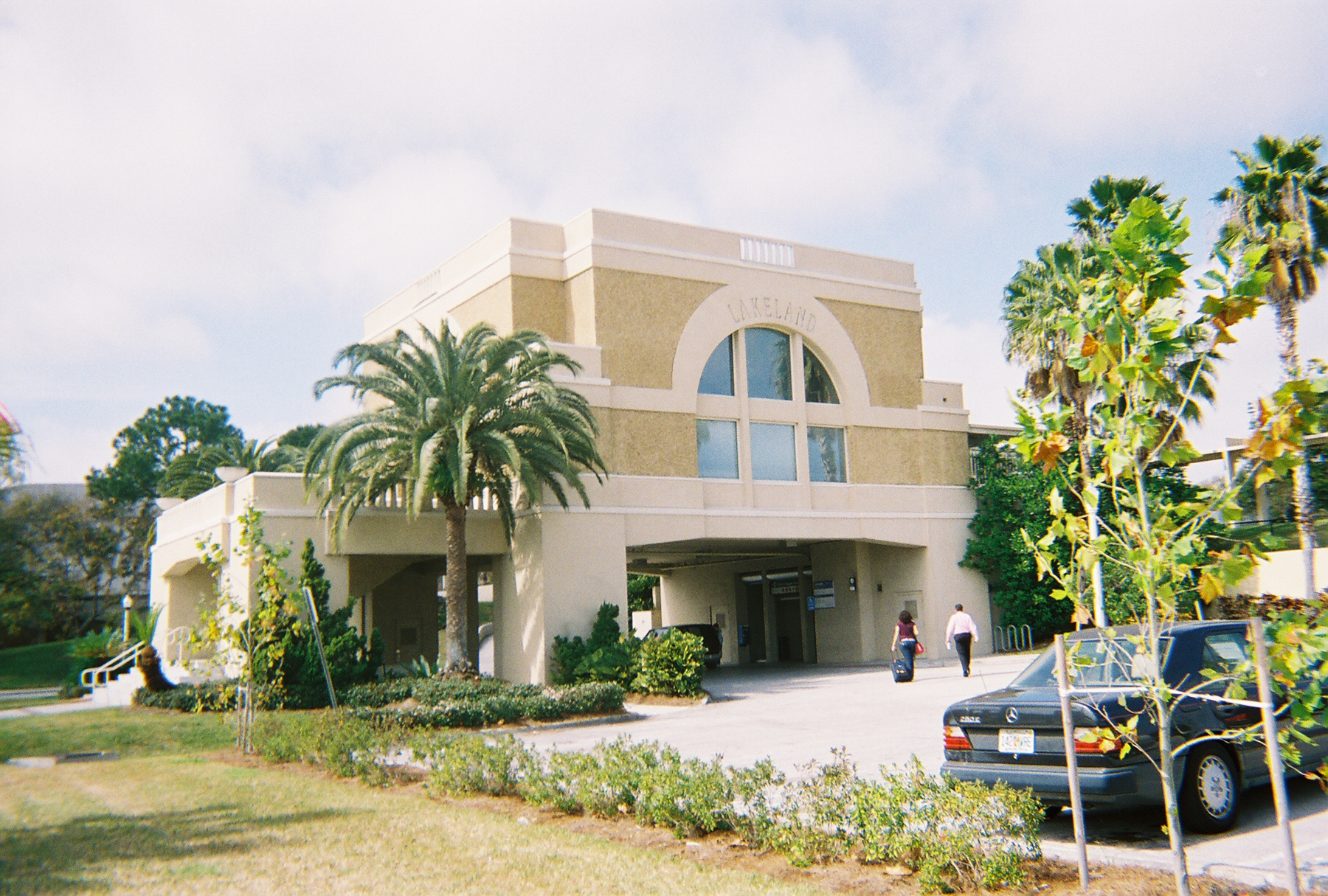
駅舎

レイクランド駅（英語：Lakeland Station）は、フロリダ州レイクランド イースト・メイン・ストリート600にある駅。全米各地を結ぶ旅客鉄道のアムトラックが乗り入れている。

## 概要
現在の当駅は、1960年代初頭に町の西部に駅が移転されて30数年ぶりの1998年2月にレイクランド中心部ミラー湖の北岸に近代的な駅舎を建設して再移転してきたものである。現在、鉄道の乗客はレストラン、店舗、公園や官公庁へ徒歩で簡単にアクセスが可能である。

## 利用可能な鉄道路線／列車
アムトラックのレイクランド駅に発着する列車は下記の通り。
ニューヨークとマイアミ間の夜行長距離列車シルバー・スター号…1日1往復停車
※シルバー・スター号は、盲腸線の終端にあるタンパ・ユニオン駅を経由する。したがって盲腸線の途中に在する当駅には片道で2回停車する。乗降客の扱いについては下記の通り。当駅の駅コードは2つ割り当てられている。
マイアミ行 …キシミー駅 → レイクランド駅〔駅コード:LAK〕(下車のみ扱い) → タンパ・ユニオン駅 → レイクランド駅〔駅コード:LKL〕(乗車のみ扱い) → ウィンターヘイブン駅
ニューヨーク行 …ウィンターヘイブン駅 → レイクランド駅〔駅コード:LKL〕(下車のみ扱い) → タンパ・ユニオン駅 → レイクランド駅〔駅コード:LAK〕(乗車のみ扱い) → キシミー駅

## バス
当駅から乗車できるバスは以下の通り。
中長距離バスはアムトラックの列車と連絡輸送を行うアムトラック・スルーウェイ・モーターコーチが担っている
市内交通は、レイクランド・エリア交通局シトラス・コネクション (Citrus Connection)が担っている。
・ 11系統, 12系統, 21系統